# Jan Rooms

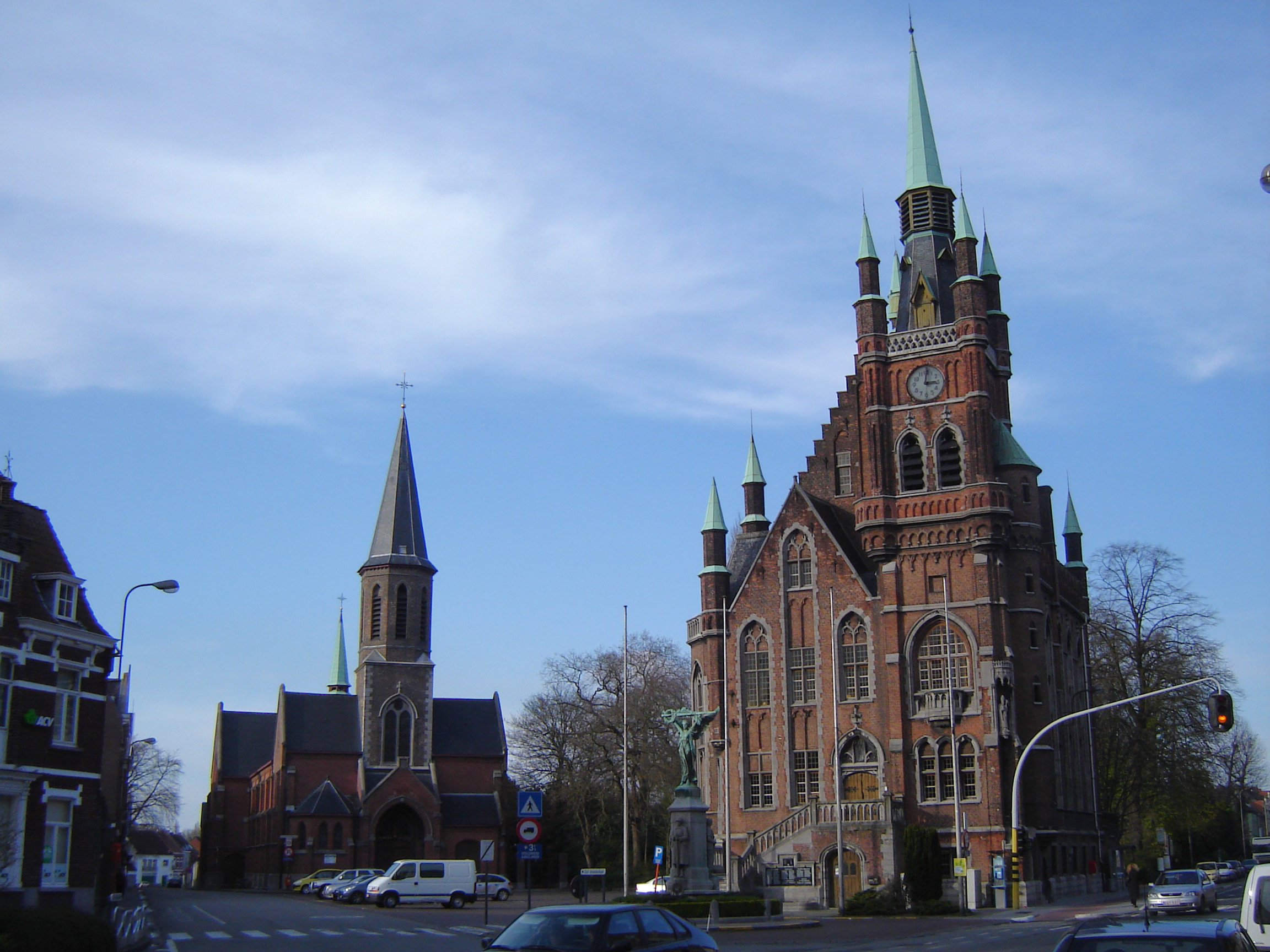
Parochiekerk Heilige Amandus en het gemeentehuis van Sint-Amandsberg

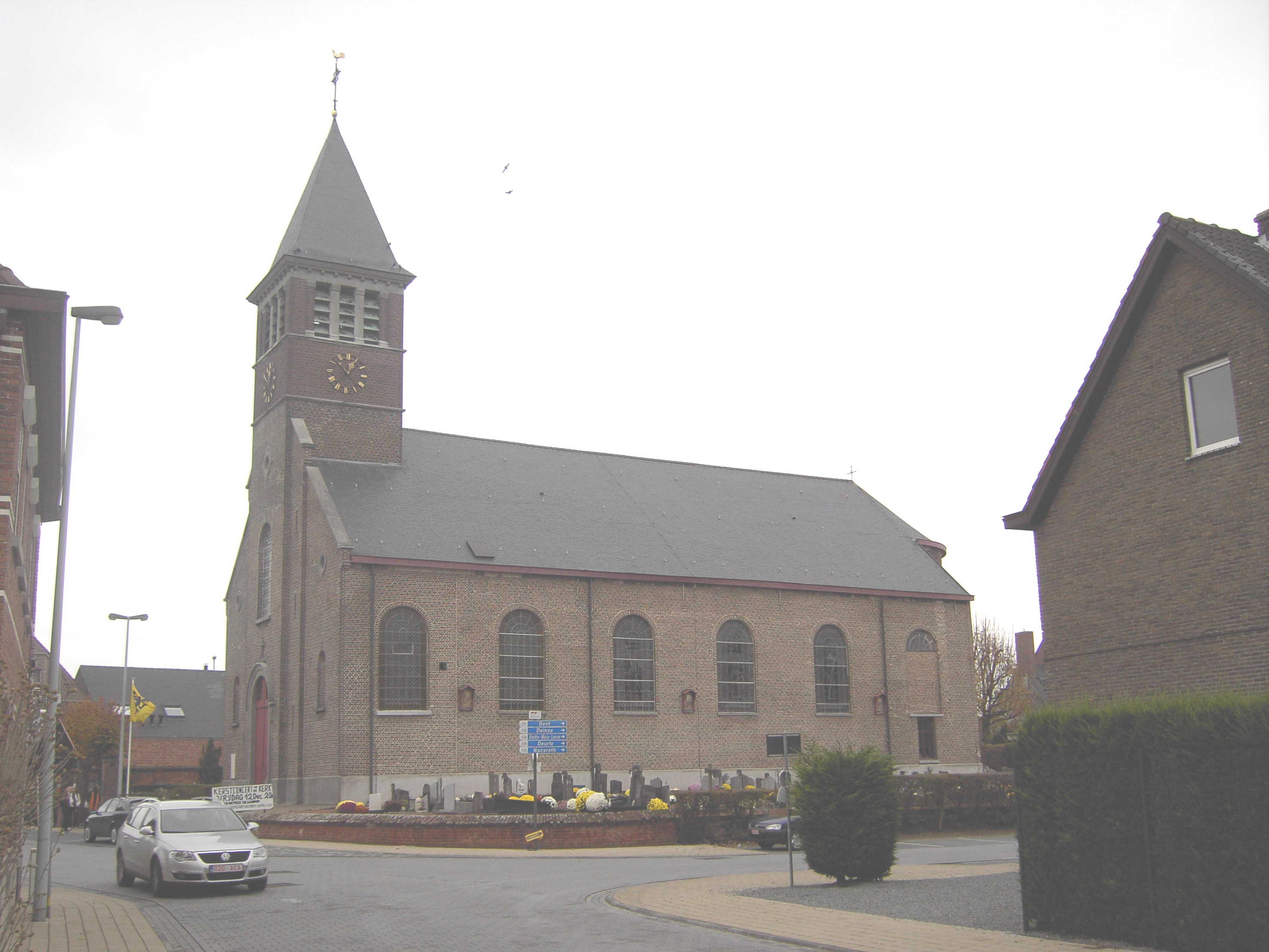
Sint-Amands en Sint-Jobkerk te Astene in Deinze

Jan Rooms (Kemzeke, 1 maart 1864 - Sint-Amandsberg, 15 juli 1947) was een Belgische architect.

## Levensloop
Hij behaalde een graad in de bouwkunde aan de Academie voor Schone Kunsten te Sint-Niklaas in 1877 en vervolmaakte zich aan het Sint-Lucasinstituut te Gent van 1887 tot 1891. Hij was actief als architect van 1891 tot zijn overlijden in 1947. Vanaf 1909 was hij eveneens gemeentebouwmeester van Sint-Amandsberg; in 1944 werd dit gemeentebouwmeester/adviseur. Ook deze positie bekleedde hij tot zijn overlijden.
Jan Rooms hanteerde verschillende bouwstijlen in zijn ontwerpen en uitvoeringen. Veel voorkomend waren de eclectische stijl, neogotische stijl en de Vlaamse neorenaissance.
Jan Rooms bekleedde de volgende functies:
- voorzitter van het "Werk van den Akker" te Sint-Amandsberg,
- werkend lid van de "Gilde van Sint-Lucas en Sint-Jozef" te Gent (1886),
- werkend lid van de "Koninklijke Vereniging der Bouwmeesters van Oost-Vlaanderen" (1888),
- werkend lid van de "Kerkraad Sint-Amandus" van Sint-Amandsberg (tot 1932).

Rooms werd meermaals gelauwerd en was onder meer drager van het Burgerlijk Kruis voor Daden van Moed, Toewijding en Menselijkheid: 1ste klas - Gouden kruis, Ridder in de Kroonorde en Ridder in de Orde van Leopold II.

## Ontwerpen (selectie)
Naast tientallen burgerhuizen was Jan Rooms eveneens gewaagd aan grotere projecten zoals:
- Staande wip, Wetteren
- Brouwershuis met rest van brouwerij Het Anker, Zele
- Kloostercomplex met school, woonpaviljoenen en dienstgebouwen De Spycker en Nieuwland, Brugge
- Parochiekerk Heilige Amandus en Heilige Jozef, Sint-Amandsberg
- Gemeentehuis van Sint-Amandsberg, Sint-Amandsberg
- Parochiekerk Sint-Amandus en Sint-Job, Deinze
- Kasteel van Zaffelare, Lochristi, in opdracht van dokter-bloemist Waelkens
- Kasteel Galgenberg, Destelbergen, in opdracht van Charles Williame.